# کاوه آهنگر (بازیگر)
کاوه آهنگر (زادهٔ ۲۸ تیر ۱۳۶۸) بازیگر اهل ایران است. او از سه سالگی در سینما و تلویزیون فعال بوده و در چندین سریال کودکان و نوجوانان بازی کرده است. همچنین وی در فیلم کوتاه و سریال اینترنتی کارگردانی و نویسندگی کرده و در چند سریال و فیلم سینمایی دستیار کارگردان بوده است.

## زندگی‌نامه
وی سال ۱۳۶۸ در خانواده کاملاً هنری به دنیا آمده و به واسطه پدرش رضا آهنگر که مدیر تولید در صدا و سیمای ایران بود وارد عرصه بازیگری گردید برادر بزرگترش امید آهنگر بازیگر و کارگردان، مادرش پوران مقدم طراح صحنه و خواهرش آرام آهنگر طرح صحنه و بازیگر هستند.
یکی از مهم‌ترین نقش‌هایش بازی در نقش دوران نوجوانی محمد قریب در سریال روزگار قریب به کارگردانی کیانوش عیاری می‌باشد.

## کارنامه هنری

### سینما
| سال  | عنوان            | کارگردان      | نقش       | توضیحات                                                     |
| ---- | ---------------- | ------------- | --------- | ----------------------------------------------------------- |
| ۱۳۹۸ | شیطان وجود ندارد | محمد رسول اف  | پویا      | برنده خرس طلایی بهترین فیلم ۲۰۲۰ برلین شد                   |
| ۱۳۹۶ | خجالت نکش        | رضا مقصودی    | پیمان     | برنده سیمرغ بلورین بهترین کارگردان جشنواره فیلم فجر ۱۳۹۶ شد |
| ۱۳۹۵ | آزاد به قید شرط  | حسین شهابی    | -         | دستیار کارگردان                                             |
| ۱۳۸۲ | بوتیک            | حمید نعمت‌الله | برادر اتی | برنده سیمرغ بلورین بهترین فیلم جشنواره فیلم فجر ۱۳۸۱        |
| ۱۳۸۱ | بانوی من         | یداله صمدی    |           |                                                             |
| ۱۳۸۱ | تیک آف           | آرش معیریان   |           |                                                             |
| ۱۳۷۸ | آسمان پرستاره    | حسن قلی‌زاده   | علیرضا    |                                                             |

### سریال‌های تلویزیونی
| سال  | عنوان                                   | کارگردان           | نقش                 | توضیحات                |
| ---- | --------------------------------------- | ------------------ | ------------------- | ---------------------- |
| ۱۳۹۸ | سرگذشت                                  | سید جمال سید حاتمی |                     | اپیزود شب              |
| ۱۳۹۷ | سرباز                                   | هادی مقدم‌دوست      | فرشید چیت چی        |                        |
| ۱۳۹۶ | نگهبان زمین                             | علی میری رامشه     |                     | همچنین دستیار کارگردان |
| ۱۳۸۶ | روزگار قریب                             | کیانوش عیاری       | محمد قریب (نوجوانی) |                        |
| ۱۳۸۱ | دیروز، امروز، فردا                      | مسعود شاه‌محمدی     |                     |                        |
| ۱۳۸۱ | هیچ‌کس                                   | حمیدرضا حافظی      |                     |                        |
| ۱۳۸۰ | مزه خوب کودکی ۱                         | مسعود شاه‌محمدی     |                     |                        |
| ۱۳۸۰ | فاصله                                   | کاظم بلوچی         |                     |                        |
| ۱۳۸۰ | دوستانه                                 | محمد رحمانیان      |                     | اپیزود یک درس کوچک     |
| ۱۳۸۰ | پرونده‌های مجهول                         | جمال شورجه         |                     |                        |
| ۱۳۷۹ | پس از باران                             | سعید سلطانی        | مهدی                |                        |
| ۱۳۷۹ | این یک دادگاه نیست                      | اصغر توسلی         |                     |                        |
| ۱۳۷۹ | ساعت سحرآمیز                            | جواد کهنمویی       |                     | ویژه کودکان و نوجوانان |
| ۱۳۷۸ | این زمینی‌ها                             | مسعود شاه محمدی    |                     |                        |
| ۱۳۷۸ | اینجا، خانه ما                          | محمد جاوید مهتدی   |                     |                        |
| ۱۳۷۷ | عروسک آرزوها و دینگا لیگا دیلینگ دیلینگ | محمود مزرعتی       |                     | ویژه کودکان و نوجوانان |
| ۱۳۷۷ | قصه اسباب بازی‌ها                        | جمشید کلانتری      |                     | ویژه کودکان و نوجوانان |
| ۱۳۷۶ | زیر یک سقف                              | عبداله صادقی       |                     |                        |
| ۱۳۷۶ | گردنبند                                 | سیدهاشم میر طالبی  |                     |                        |
| ۱۳۷۵ | بافته‌های رنج                            | مجید بهشتی         |                     |                        |
| ۱۳۷۴ | آرزوی پردردسر                           | سیما ایلخان        |                     | ویژه کودکان و نوجوانان |
| ۱۳۷۳ | تعطیلات خوش بگذره                       | سیما ایلخان        | سامان               | ویژه کودکان و نوجوانان |
| ۱۳۷۲ | آپارتمان                                | اصغر هاشمی         |                     |                        |

### فیلم تلویزیونی
| سال  | نام سریال               | کارگردان      | نقش |
| ---- | ----------------------- | ------------- | --- |
| ۱۳۸۷ | ای دوست مرا به خاطر آور | حمید نعمت‌الله |     |

### سریال اینترنتی
| سال  | نام سریال | کارگردان      | نقش     | توضیحات        |
| ---- | --------- | ------------- | ------- | -------------- |
| ۱۳۹۲ | نفوذ      | آرش تیمورنژاد | قسمت ۱۰ |                |
| ۱۳۹۶ | سگدونی    | کاوه آهنگر    | -       | همچنین نویسنده |

### فیلم کوتاه
| سال  | نام فیلم       | کارگردان   | نقش    | توضیحات                                         |
| ---- | -------------- | ---------- | ------ | ----------------------------------------------- |
| ۱۴۰۰ | امروز جمعه است | محمد آهنگر | بازیگر | برنده بهترین فیلم کوتاه جشنواره Amerta استانبول |
| ۱۳۹۵ | پالس           | آیدا کنی   | -      | نویسنده                                         |
| ۱۳۹۶ | این بود زندگی  | کاوه آهنگر | -      | همچنین نویسنده و تهیه‌کننده                      |

### تئاتر
| سال  | نام تئاتر | کارگردان    | نقش | توضیحات |
| ---- | --------- | ----------- | --- | ------- |
| ۱۴۰۰ | حکم       | مسعود ترابی |     |         |